# Maconka
Maconka 1984 óta Bátonyterenye városrésze a mai Nógrád vármegyében. A település az 1950-es megyerendezés előtt Heves vármegye pétervásárai járásának kisközsége volt, az 1950-es megyerendezés folytán lett Nógrád megye része. 1965-ben csatolták a szomszédos Nagybátonyhoz, mely Szúpatakkal és Kisterenyével egyesítve alkotja a várost. A település a 2409-es úton található.

## Történelme
A falu neve 1396-ban fordul elő oklevélben. Ekkor Neczpáli György elcseréli a Turóc vármegyei Zsámbokrétre Ilsvai Leuszták nádorral. 1416. április 17-én Zsigmond király megerősítette ezt az állapotot.
(...)
A falu Nagybátonnyal való egyesítése és egyúttal Nógrád vármegye területéhez való átcsatolása kérdése 1928-ban heves ellenállásba ütközött a falusiak részéröl, ezért akkor ez elmaradt. Viszont az utcák nevet, a házak házszámot kapnak. 1932-ben építik ki a Bátony felé a „csinált utat”. A háborúig fejlesztik a tűzoltó egyesületet, beleértve a közkút felújítását, mely az oltáshoz szükséges vizet szolgáltatta. A világháborúban a bátonyi plébános feljegyzése szerint három fő halt meg a harcok miatt. A háború utáni fölreform során 115-en jutottak földhöz. 1950-ben a falut Nógrád megyéhez csatolják, önálló tanácsú községgé válik. Az 1950-es években magasabb helyen elrendelik a bátonyi Bányaváros felépítését, ami viszont félig-meddig maconkai területre épült fel mindenféle ellenszolgáltatás nélkül, ami feszültséget keltett a két falu közt. A felsőbb szervek csak azért, hogy megakadályozzák Maconka bárminemű kártérítés iránti igényét, 1965-ben elrendelték a két falu egyesítését.

## Földrajza

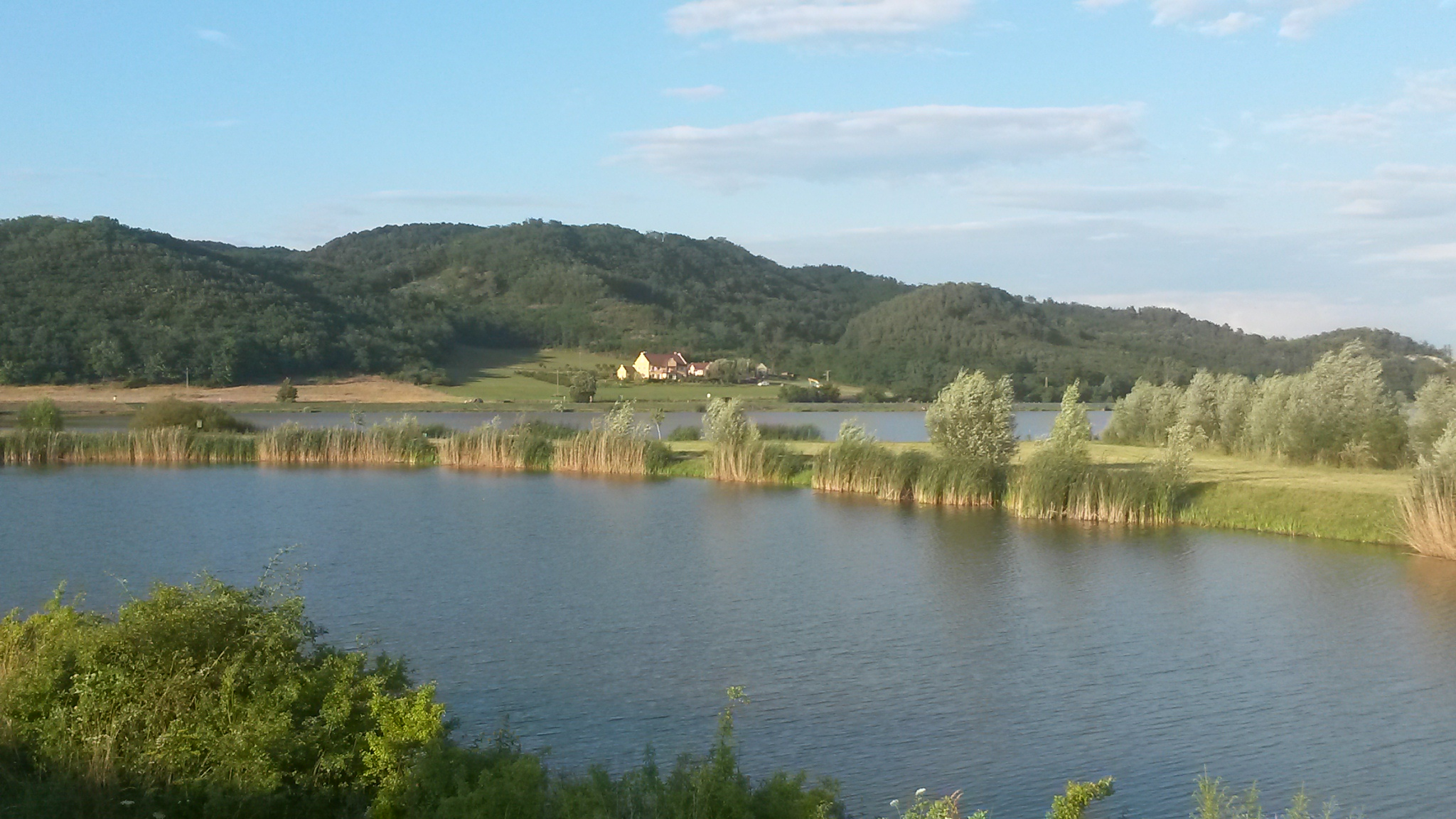
Maconkai-víztározó

A falu a Zagyva folyó egyik legnagyobb kanyarulatánál fekszik, ahol a folyó folyása nyugatról végleg délre vált, a bal parton. Kisebb fennsíkon állnak a házai, melyet egy kis szurdokban folyó Ivókút-patak vágja ketté.

## Látnivalók
- Szent István király-templom
- A Maconkai-víztározó a Zagyva felduzzasztásával alakult ki. Uniós forrásból zegzugos horgászvízzé alakították.
- Maconkai-rét Természetvédelmi Terület
- Csevice